# Dadeville (Alabama)
Dadeville is een plaats (city) in de Amerikaanse staat Alabama, en valt bestuurlijk gezien onder Tallapoosa County.

## Demografie
Bij de volkstelling in 2000 werd het aantal inwoners vastgesteld op 3212.
In 2006 is het aantal inwoners door het United States Census Bureau geschat op 3235, een stijging van 23 (0,7%).

## Geografie
Volgens het United States Census Bureau beslaat de plaats een oppervlakte van
41,4 km², geheel bestaande uit land. Dadeville ligt op ongeveer 187 m boven zeeniveau.

## Plaatsen in de nabije omgeving
De onderstaande figuur toont de plaatsen in een straal van 32 km rond Dadeville.